# Matty Dassen
Matty Dassen (13 februari 1958) is een voormalig Nederlands voetballer. Hij stond onder contract bij MVV.

## Statistieken
| Seizoen | Club   | Land      | Competitie | Wed. | Goals |
| ------- | ------ | --------- | ---------- | ---- | ----- |
| 1980/81 | MVV    | Nederland | Eredivisie | 15   | 3     |
| 1981/82 | MVV    | Nederland | Eredivisie | 26   | 1     |
| Totaal  | Totaal | Totaal    | Totaal     | 41   | 4     |